# International Magic Live at The O2
International Magic Live at The O2 è un DVD del gruppo inglese Noel Gallagher's High Flying Birds, pubblicato il 15 ottobre 2012 dalla Sour Mash.

## Descrizione
Il DVD documenta principalmente il concerto svoltosi il 26 febbraio 2012 alla O2 Arena di Londra, ma contiene anche una speciale performance acustica tenuta al Virgin Mobile Mod Club di Toronto il 5 novembre 2011, la consegna del premio Godlike Genius a Noel Gallagher durante gli NME Awards 2012 e il cortometraggio Ride The Tiger, composizione dei videoclip dei primi tre singoli estratti dall'album omonimo della band (The Death of You and Me, AKA... What a Life! e If I Had a Gun...).
L'edizione speciale in DVD e l'edizione Blu-ray includono inoltre il disco Faster than the Speed of Magic: esso contiene le versioni demo di tutte le canzoni dell'album Noel Gallagher's High Flying Birds, di due lati B dei singoli e dell'allora inedita Freaky Teeth (successivamente pubblicata nell'album Chasing Yesterday del 2015).

## Tracce

### DVD
- DVD1 – Concerto alla O2 Arena, 26 febbraio 2012.

1. (It's Good) To Be Free
2. Mucky Fingers
3. Everybody's on the Run
4. Dream On
5. If I Had a Gun...
6. The Good Rebel
7. The Death of You and Me
8. Freaky Teeth
9. Supersonic
10. (I Wanna Live in a Dream in My) Record Machine
11. AKA... What a Life!
12. Talk Tonight
13. Soldier Boys and Jesus Freaks
14. AKA… Broken Arrow
15. Half the World Away
16. (Stranded On) The Wrong Beach
17. Whatever
18. Little By Little
19. The Importance of Being Idle
20. Don't Look Back in Anger

- DVD2 – Concerto acustico presso il The Virgin Mobile Mod Club a Toronto, 5 novembre 2011.

1. (It's Good) To Be Free
2. Talk Tonight
3. If I Had a Gun...
4. Supersonic
5. Wonderwall
6. AKA... What a Life!
7. Half the World Away
8. Don't Look Back in Anger

### CD
- Faster than the Speed of Magic

1. Everybody's on the Run
2. Dream On
3. If I Had a Gun...
4. (People Who Would Be) The Death of You and Me
5. Record Machine
6. Ride The Tiger AKA What A Life!
7. Soldier Boys and Jesus Freaks
8. Fallen Angel AKA Broken Arrow
9. (Stranded On) The Wrong Beach
10. Stop the Clocks
11. The Good Rebel
12. I’d Pick You Every Time
13. Freaky Teeth

## Formazione
- Noel Gallagher – voce, chitarra
- Tim Smith – chitarra
- Russell Pritchard – basso, seconda voce
- Jeremy Stacey – batteria
- Mikey Rowe - tastiere